# ゴットロープ・ハインリヒ・フォン・トートレーベン

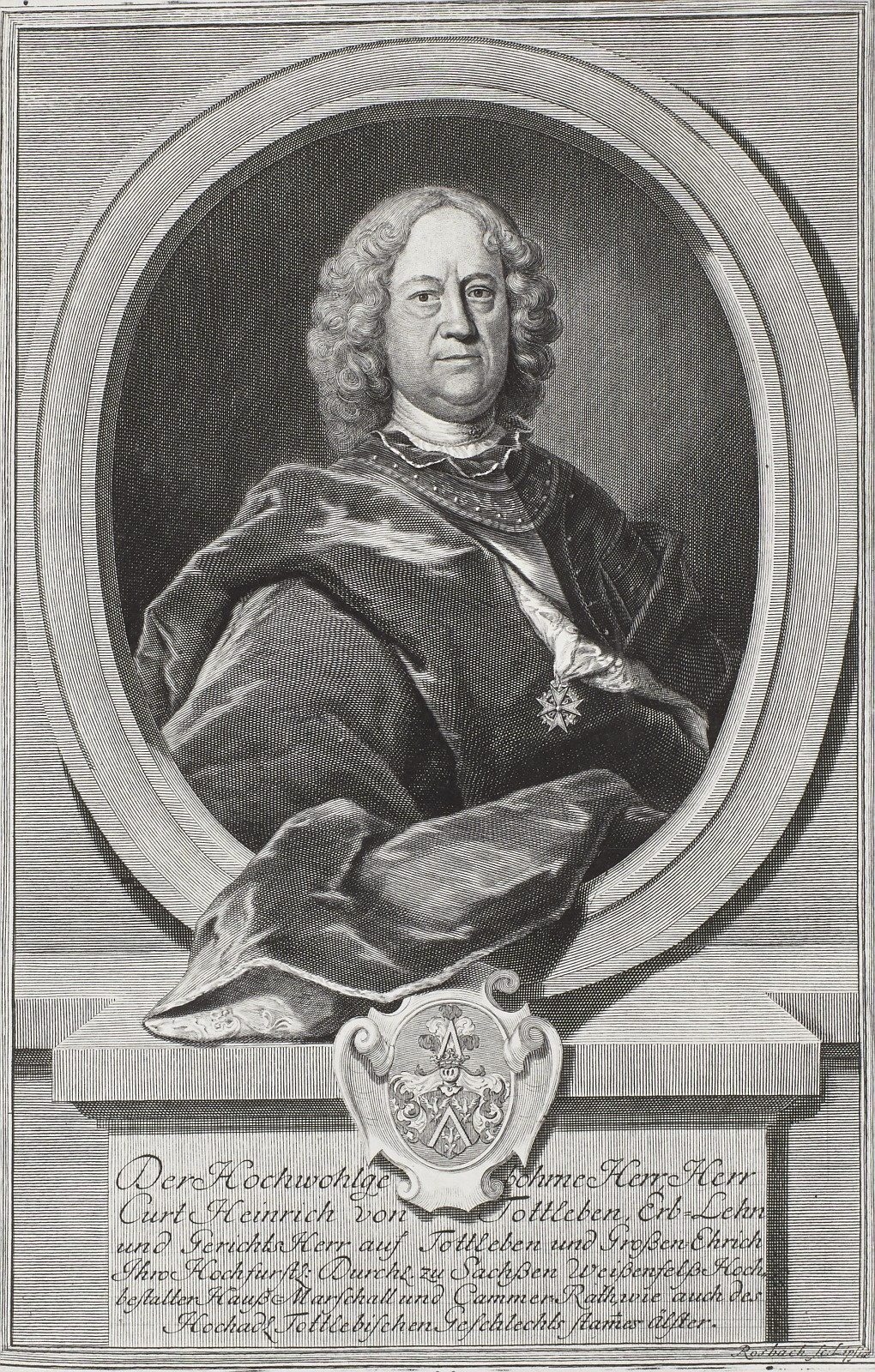
トートレーベン伯

ゴットロープ・クルト・ハインリヒ・フォン・トートレーベン（Gottlob Curt Heinrich von Tottleben、1715年12月21日、トートレーベン (Tottleben)  - 1773年3月20日、ワルシャワ）は、ザクセンの冒険家にして、ロシアの将軍である。
その名は七年戦争中の1760年のベルリン占領で知れ渡った。複数の文献で、その姓は「Totleben」「Todleben」もしくは「Todtleben」とも綴られている。

## 生涯
両親は領主で、宮廷顧問官のカール・アドルフ・フォン・トートレーベン男爵とその妻、エルザ・ゾフィアである。別の文献、すなわちアルノー・トリューベンバッハが著したテューリンゲン州、ランゲンザルツァ郡 (Kreis Langensalza) に残るトートレーベンの系譜に拠れば、両親は名門トートレーベン家の騎士領の主で、ザクセン＝ヴァイセンフェルス公領 (Sachsen-Weißenfels) の軍事顧問、宮廷顧問および家宰（Hausmarschall）を務めたクルト・ハインリヒ・フォン・トートレーベン（1661年8月18日-1724年7月30日）と、ヨハンナ・ズィドーニア・ヤーヌス・フォン・エーバーシュテットである。
他に7名の姉妹がいた。
ポーランド王にしてザクセン選帝侯でもある、アウグスト2世の宮廷で、トートレーベンの経歴はまずペイジ、それから近侍 (de:Kammerjunker) として始まる。後に彼は、ドレスデンの地方行政府で宮廷および法律顧問に就任した。1745年9月14日、ゴットロープ・クルト・ハインリヒ・フォン・トートレーベン男爵はフリードリヒ・アウグスト2世により伯爵に叙せられ、ザイファーティッツ家のバロネスでドレスデン近郊、ヴァイストロップ (de:Weistropp) の領主、エリザベート・クリスティアーネと結婚した。
この夫婦には後にプロイセン軍 (Prussian Army) の中佐となる唯一の息子、ヴァイストロップ領主のカール・アドルフ・ゴットフリート・フォン・トートレーベン伯爵が生まれている。それ以前に、ヨハネッテ・ゾフィア・フォン・クロップフ（1743年没）と営んでいた結婚生活では三人の子、すなわち二人の娘と一人の息子が生まれていたものの、成人したのは長女で、後にクールラントのミルバッハ男爵家に嫁いだシャルロッテ・ヴィルヘルミーネ・ヨハンナ（1738年-1766年）のみであった。なおトートレーベンは、ニーダーシュレージエンのツァイパウ (Iłowa) およびザガンの領主であった。
後に汚職の罪に問われると、彼は調査の結果を待たずに逃亡し、不在の間にザクセン選帝侯領から追放される。

### ネーデルラントにて
ザクセン＝ヴァイセンフェルス公領とバイエルン選帝侯領を経由し、ネーデルラントに至るとトートレーベンは新しい歩兵連隊の募集に向けて、全ての士官の任免権を伴う大佐の任命状を手に入れた。第二次シュレージエン戦争の間、彼の連隊は後方のブレダに留まり、戦後は守備隊としてステーンベルゲン (Steenbergen) に配され、間もなく解散した。しかし、トートレーベンの大佐としての年金は維持される。そしてフランス軍が戦場で勝利を収めている間に、トートレーベン伯はネーデルラントの後方で冒険的な恋愛を追求していた。そのうちの一つは、アムステルダムにおいて多大な財産の単独相続人となっていた、十五歳のマリア・ペトロネラ・グラティエンヌ・ヴィクトアの誘惑、そして誘拐に終わる。
その逃避行は、冒険劇の最高の材料を組み合わせたものとなった。二人は追手から逃れるため、四回もライン川を横断したのである。

### 陰謀と寝返り
1751年5月1日、トートレーベンはクレーヴェで申請を出した後、プロイセン王国のフリードリヒ大王から滞在許可を得る。続いて二番目の妻が没すると、彼はマリア・ヴィクトアと結婚し、ベルリンへ移住し、その称号と妻の財産をもってプロイセンの最も有力な人物たちと交流した。その際、妻との関係を疎かにしたため、マリアは1755年に離婚の手続きを始めてしまった。この離婚騒ぎはベルリンで公然となる。そして妻に味方する人々がつかんだ、「宮廷に対する」「無作法な言動」の代償としてトートレーベンに、「二度と宮廷に行かず、ベルリンを去るよう命令が下る。
妻の財産には、それ以前から手出しできなくなっていた。
「プロイセンの宮廷に不満を抱き」、彼はプロイセンの敵に自らの仕官を持ちかける。オーストリア軍のため、連隊を募集しようという提案はウィーンで好意的な反応を得た。しかしその計画は、慢性的な金欠のため頓挫し、70名の歩兵を集めるのがやっとであった。彼はネーデルラントへ戻り、ロシアの使者に接触する。後に七年戦争が勃発すると、トートレーベンはネーデルラントでの職を辞してロシア軍 (Imperial Russian Army) に志願した。この危険な行動の結果、彼は年金のみならずテューリゲンとニーダーシュレージエンの所領も失う。それらは戦争中、プロイセンに没収されたのである。

### ロシア帝国に仕えて
戦争中、トートレーベンは軽騎兵、コサック騎兵およびフザール部隊の有能な指揮官として認められた。早くも1758年、彼は通例のように旅団長に就任する代わりに少将として、ロシア軍に取り立てられる。トートレーベンは戦争中に二度負傷したが、その最初はツォルンドルフの戦いの時であった。彼は二つの勲章（聖アンナ勲章 (Order of St. Anna) および聖アレクサンドル・ネフスキー勲章 (Order of St. Alexander Nevsky) ）を授与され、三つ目の勲章の候補にもなった。そしてゲリラ戦における小競り合いの中で、「ロシア軍に仕える大胆なザクセン人」として名声を勝ち得る。
1760年10月、トートレーベンはハディクのフザールの騎行 (1757 Berlin raid) を手本とするベルリン遠征の指揮を託された。彼は迅速（300kmを七日間で踏破）に分遣隊を率い、10月3日にプロイセンの首都に至る。しかしその攻撃は撃退され、彼はケーペニック (Köpenick) に退き、増援（サハール・チェルヌイシェフ (Zakhar Chernyshyov) 伯爵中将率いるロシア軍およびラシー伯 (Franz Moritz von Lacy) 指揮下のオーストリア軍）を待たなければいけなかった。
援軍の到着後、守備隊は優勢な敵軍を前にベルリンを放棄する。10月8日の夜、トートレーベンは市から降伏の申し出を受けた。表向きには、彼が最初に降伏を勧告した将軍であることが理由だったが、実際にはかつてのベルリン市民であったトートレーベンに、市側が一層の配慮を期待したからである。そしてより長い軍歴と、高い階級ゆえに遠征軍のロシア側司令官と見なされていたチェルヌイシェフ中将に報告することなく、彼は進んで降伏の文書に署名し、指揮下の部隊をもってベルリンを占領した。これは、ベルリン攻略の栄光を我が手にと望んでいた、野心的な将軍たち（トートレーベン、チェルヌイシェフおよびラシー）の間に、深刻な不和をもたらす。
ベルリンの占領後、チェルヌイシェフがロシアで昇進し勲章を授かった一方、トートレーベンもその候補に挙がりながら受章を逃した末、彼の不満は高まった。彼が独自の判断で、ベルリン占領に関する報告書を公表すると、それはロシアの首都、サンクトペテルブルクで醜聞として扱われた。その撤回を要求されると、トートレーベンは挑発的な辞職願をもって答えた。この脅迫は効果的で、自身に対する批判は取り下げられ、彼はロシア野戦軍全体の軽歩兵部隊の司令官に就任する。
1761年の初頭、トートレーベンは栄光の絶頂にあった。三日間を彼の宿舎で過ごしたヨハン・エルンスト・ゴッツコウスキー (Johann Ernst Gotzkowsky) は、帰還後に報告している。

### 裏切りと訴追
同じ頃、フリードリヒ大王とトートレーベンは書簡を交し始めた。1761年2月、このやり取りを主導したのはトートレーベン伯自身である。そして部下の士官の一人、シュレージエン出身のドイツ人であるアッシュ中佐の密告で、彼は1761年6月30日にノイマルク (Neumark) のベルンシュタイン (Pełczyce) で逮捕され、大逆罪に問われた。また、ロシア軍の進路を記した、暗号化された手紙を運ぶ密使も拘束された。
捜査官に対し、トートレーベンはフリードリヒ大王の信用を得て自身と密会するよう説得し、王をその場で捉えるという計画を供述する。しかし、この話を信じた者は居なかった。
それでも、これは信じるに足る話と思われた。なぜならそれは非常に挑戦的な計画であり、冒険心溢れるトートレーベン伯の性格にとても相応しかったからである。プロイセンの公文書を調査したエーベルハルト・ケッセルは、尋問におけるトートレーベンの発言について、プロイセン側と交わした書簡の頻度と内容（古くなった「わずかな」誤った情報も含む）を確認した。ケッセルはトートレーベンに金銭が支払われたり、彼からその要求があった痕跡を見つけられなかった。つまり、裏切りの動機は物欲ではない。
トートレーベンの事件の捜査は、この時期のロシア帝国における、二回の政権交代によって、並はずれて長引いた。ようやく1763年、彼は軍法会議にかけられ死刑の判決を受ける。しかしロシアの新しい支配者、エカチェリーナ2世は彼に恩赦を与え、死刑を追放に減刑した。1763年4月22日、皇帝の命令で、トートレーベン伯がロシアの国家に対する悪意を認め、軍法会議により名誉、財産の剥奪および死刑の宣告を受けた事実が公表される。
しかしその悪意は国家に害を与えず、すでに二年間の拘留生活を送っていることから、皇帝は彼をロシア国内の滞在を許されない犯罪者として監視のもと国境へ送り、別れを告げずに放逐するよう決断した。またトートレーベンの地位と勲章は剥奪され、二度とロシアの地を踏まず、違反した場合は誰もが生命を奪って良いという保証書に署名することとされた。1763年5月24日、トートレーベンは軍人（メセンチェフ少佐、一名の准尉および六名の兵士）によってロシアの国境へ護送され、シュルツェンクルークの村で「別れを交わさないまま」取り残された。
しかし1769年、わずか数年前に辛くも死刑を免れ、皇帝の命令で法の保護を奪われていたにもかかわらず、トートレーベンはロシアに戻る。女帝エカチェリーナ2世は彼を赦免したのである。以前の階級に復帰すると、彼は一軍の先鋒として露土戦争 (Russo-Turkish War (1768–1774)) へ送られた。トートレーベンの事件における、異例の寛容な待遇（自宅監禁のみで拷問なし）と処罰（拘禁中の分まで含めた、給料の支給）は、著名な反逆者である彼への赦免と並び、現在に至るまで憶測を呼んでいる。これに関して興味深いことに、彼を密告したアッシュ中佐は投獄され、そのまま生涯を終えた。同中佐は十九年間、ダウガフクリーヴァ (Daugavgrīva) 要塞で過ごした後、修道院を改築した牢獄で精神病に罹った政治犯として死を迎えた。

### 晩年の成功と最期
トルコとの戦争の間、トートレーベンはグルジアで精力的に戦い、功を挙げた。トルコ側の要塞を次々と陥落させ、イメレティ侯領の都、クタイシを占領したのである。そして一万二千名のグルジア勢を破った後、トートレーベンは港湾都市ポティの要塞を攻囲した。同時に彼は、ロシアの同盟者であるグルジア諸侯の争いに巻き込まれる。結局エカチェリーナ2世は、彼をスホーティン（Suchotin）少将と交代させざるを得なくなった。トートレーベンとグルジア諸侯との対立が過熱し、同地におけるロシアの影響力に深刻な打撃を与えかねなかったからである。
再びサンクトペテルブルクに戻ると、トートレーベン伯は女帝自らの手で1771年9月10日、聖アレクサドル・ネフスキー勲章を賜り、中将に昇進した。グルジア遠征の後、彼はリトアニアでコサックおよびバシキール人から構成される不正規部隊の指揮を執る。そして1772年の末、彼は師団長としてポーランドに配された。後にトートレーベンはワルシャワで病死し、軍人としての礼を尽くされて墓地へ運ばれた。埋葬された場所は、同地の高級住宅街にある、正教会の礼拝堂である。